# موروكا سوالوز
موروكا سوالوز (بالإنجليزية: Moroka Swallows F.C.)‏ هو نادي كرة قدم جنوب أفريقي تأسس في 10 أكتوبر 1947 ، يقع مقره الرئيسي في جوهانسبرغ، ويلعب في دوري جنوب أفريقيا لكرة القدم ‏.

## وصلات خارجية
- الموقع الرسمي